# Orchis anatolica
Orchis anatolica es una orquídea de hábito terrestre. El epíteto anatolica hace referencia a Anatolia en Turquía, lugar donde se describió a esta especie por primera vez.

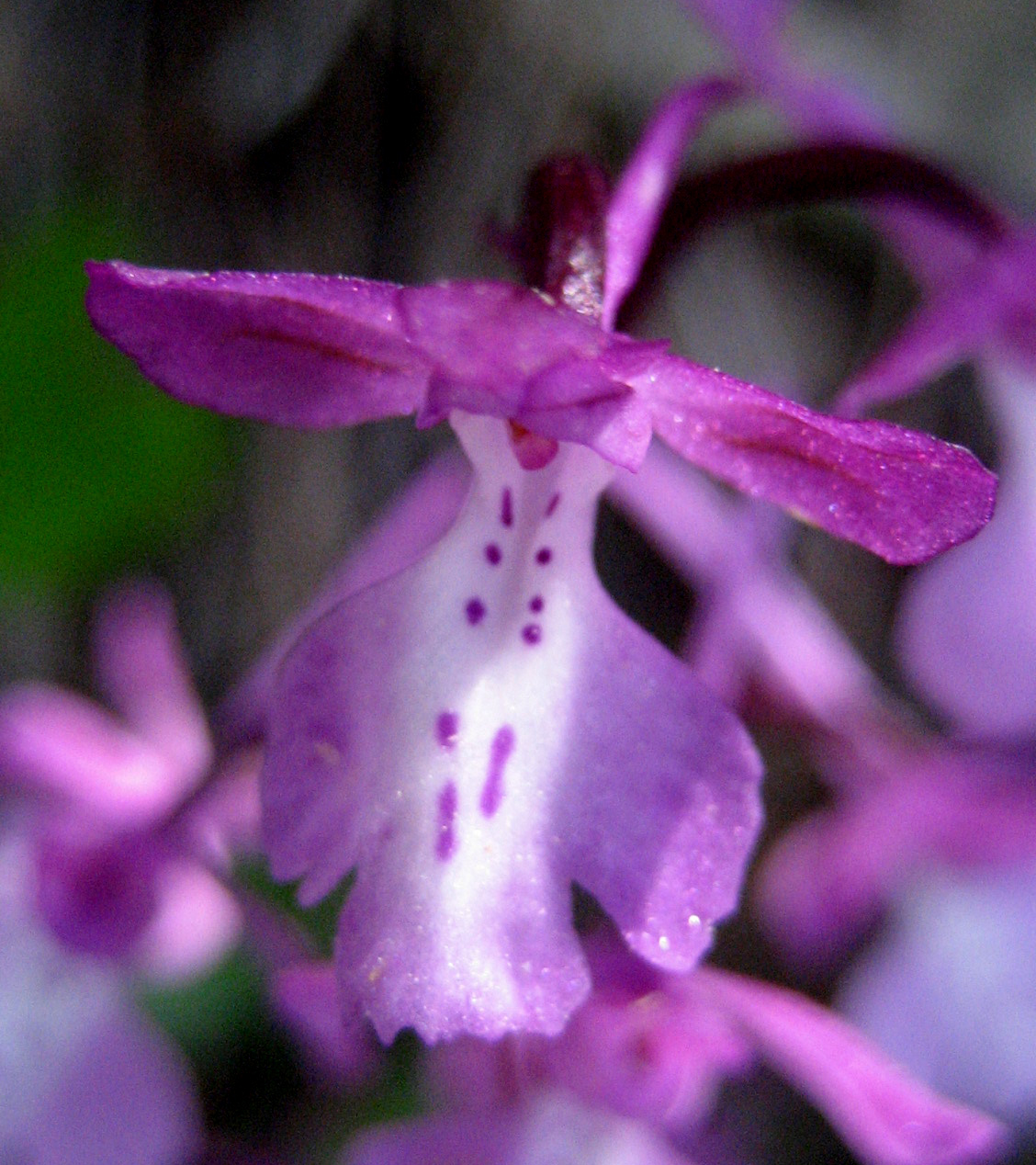
Detalle de la flor

## Hábitat y distribución
Se encuentra en Grecia, Turquía, Siria, Líbano, Israel, Jordania e Irán donde crece en garrigas, pinares y bosques abiertos en alturas superiores a los 2000 m s. n. m.

## Descripción
Es una especie de tamaño pequeño a medio, terrestre con tallo rojizo-marrón, este raro tallo oscuro tiene de  2 a 6 hojas basales en una roseta color verde oscuro con pintas violetas, raramente se observan de color verde pálido sin motas, son oblongas lanceoladas, con una o dos superiores, caulinas, más pequeñas. Florece en la primavera en una inflorescencia de 5 a 12 cm de longitud que tiene de 2 a 15 flores de 3 cm de longitud, rojizas y membranosas.

## Taxonomía
Orchis anatolica fue descrita por Pierre Edmond Boissier  y publicado en Diagn. Pl. Orient. 5: 56 (1844).
Etimología
Estas  orquídeas reciben su nombre del griego όρχις "orchis", que significa testículo, por la apariencia de los tubérculos subterráneos en algunas especies terrestres. La palabra 'orchis' la usó por primera vez  Teofrasto (371/372 - 287/286 a. C.), en su libro  "De historia plantarum" (La historia natural de las plantas). Fue discípulo de Aristóteles y está considerado como el padre de la Botánica y de la Ecología.
anatolica: epíteto geográfico que alude a su localización en Anatolia.
Sinonimia
- Orchis anatolica subsp. sitiaca Renz 1932;
- Orchis anatolica subsp. troodi (Renz) Renz 1932;
- Orchis anatolica var. troodi Renz 1929;
- Orchis rariflora K.Koch 1846;
- Orchis troodi (Renz) P.Delforge 1990[2]